# Heide (bei Höffen)
Heide ist ein Weiler, der zur Stadt Lohmar im Rhein-Sieg-Kreis in Nordrhein-Westfalen gehört.

## Geographie
Heide liegt im Nordosten des Stadtgebiets von Lohmar. Umliegende Ortschaften und Weiler sind Oberstesiefen und Grünenborn im Norden, Saal und Unterstesiefen im Nordosten, Neuheim im Osten, Ingersauel und Naafmühle im Südosten, Naaf und Büchel (bei Naaf) im Südosten bis Süden, Bloch im Süden, Mailahn im Südwesten, Höffen und Kattwinkel im Westen, Klefhaus im Nordwesten.
Nördlich und nordwestlich von Heide entspringen zwei namenlose orographisch rechte Nebenflüsse des Naafbachs.
Um Verwechselungen mit Heide bei Lohmar-Ort zu vermeiden, bürgert sich auch der Name Aiselsfeld ein. Dies ist nicht nur der Straßenname der Straße nach Höffen hoch, sondern auch eine alte Flurbezeichnung.

## Geschichte
Im Jahre 1885 hatte Heide 40 Einwohner, die in neun Häusern lebten.
Nach einem Adressbuch aus dem Jahre 1901 zählte der Ort Heide sechs Ackerer und einen Lehrer.
Bis 1969 gehörte Heide zu der bis dahin eigenständigen Gemeinde Wahlscheid.

## Schulen
Wenn man aus dem Naafbachtal kommt ist das letzte Fachwerkhaus links, die erste Schule von Heide in den Jahren 1838 bis 1851. In einem Klassenraum von 35 Quadratmetern wurden etwa 80 schulpflichtige Kinder aus Büschel, Heide, Höffen, Ingersauel, Kuckenbach, Naaf, Naafmühle, Oberstehöhe, Oberstesiefen, Saal und Unterstesiefen unterrichtet. Die katholischen Kinder besuchten die katholische Schule in Neuhonrath. 1842 wurden auch die Schulbezirke Grünenborn, Maylahn und Bloch der Schule in Heide zugeordnet.
Gehen wir weiter in Richtung Höffen, so taucht links ein altes Fachwerkhaus auf. Hier war die Schule von Heide von 1852 bis 1961 untergebracht. Heute wohnt hier ein Fliesenleger.
Am 20. September 1960 fand die Grundsteinlegung der neuen Schule, die wir rechts erkennen können, statt. Am 25. August 1961 konnte Lehrer Grieche mit 38 Kindern die Schule beziehen. Die Heider Schule wurde gemäß Ratsbeschluss zum 1. August 1968 aufgelöst.
Heute geht es im Zeichen von Schulbussen für die Grundschüler nach Krebsauel.

## Sehenswürdigkeiten
Heide liegt oberhalb des Naturschutzgebietes Naafbachtal.

## Verkehr
Heide liegt südöstlich der Kreisstraße 34.

## Wanderwege
Der Rundwanderweg A2 des Sauerländischen Gebirgsvereins, Region Bergisches Land, geht durch Heide.

## Trivia
Heide bei Höffen darf nicht verwechselt werden mit dem ebenfalls zu Lohmar gehörenden Stadtteil Heide im äußersten Südosten Lohmars.